# Gammarus daiberi
Gammarus daiberi är en kräftdjursart som beskrevs av Edward Lloyd Bousfield 1969. Gammarus daiberi ingår i släktet Gammarus och familjen Gammaridae. Inga underarter finns listade i Catalogue of Life.